# Faes
Faes är en ö i Maldiverna. Den ligger i den södra delen av landet. På östra delen finns bebyggelse.